# Euproctis variegata
Euproctis variegata är en fjärilsart som beskrevs av George Francis Hampson 1891. Euproctis variegata ingår i släktet Euproctis och familjen tofsspinnare. Inga underarter finns listade i Catalogue of Life.